# Armazém geral

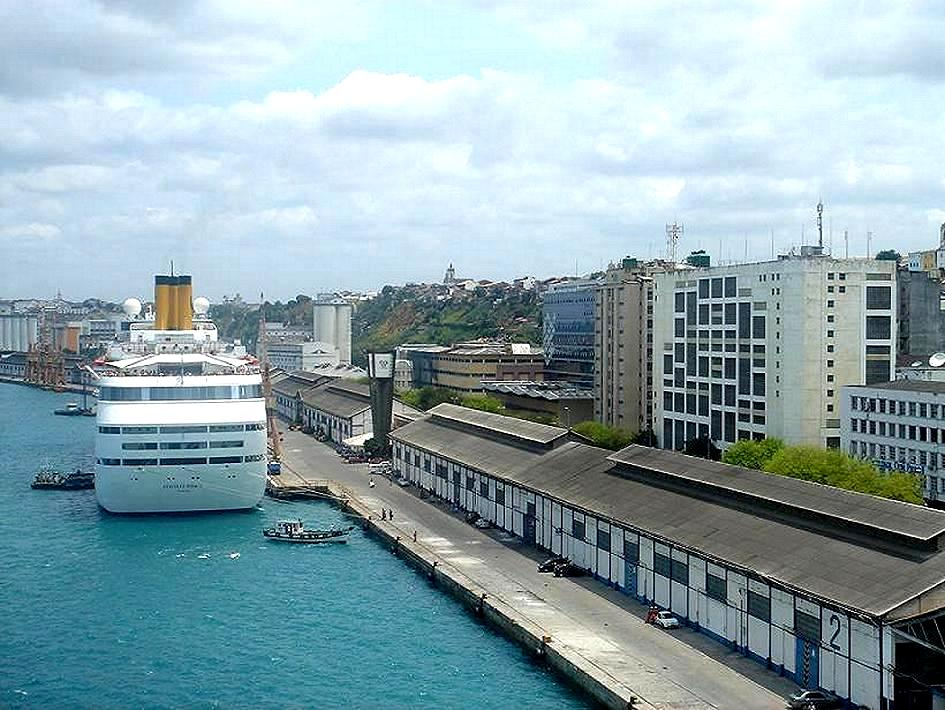
Armazéns no Porto de Salvador.

Armazém geral, no direito comercial brasileiro, é um tipo de estabelecimento que tem por finalidade guardar e armazenar mercadorias que pertençam a terceiros. Sua disciplina inicial deriva do Decreto 1102, de 21 de novembro de 1903, expedido pelo então presidente da República Rodrigues Alves.
É caracterizado como uma empresa de prestação de serviço, em que o armazém (pessoa física ou jurídica) não está vinculado àqueles que dispõem dos produtos que mantém sob sua guarda, sendo bastante comum, portanto, junto às atividades portuárias em suas ações de importação e exportação. Neste sentido difere do "depósito fechado", que consiste no armazenamento de produtos pela própria empresa que é dona deles, e por lei deve ser registrada como filial da empresa matriz.